# Kupinovo (Pećinci, Srbija)
Kupinovo je naselje u općini Pećinci u Srijemskom okrugu, Vojvodina, Srbija.
 Prema popisu iz 2002. bilo je 2047 stanovnika (prema popisu iz 1991. bilo je 2009 stanovnika).

## Stanovništvo
U selu Kupinovo živi 1586 punoljetnih stanovnika, a prosječna starost stanovništva iznosi 39,7 godina (38,1 kod muškaraca i 41,2 kod žena). U naselju ima 668 domaćinstava, a prosječan broj članova po domaćinstvu je 3,06.

Ovo selo je velikim dijelom naseljeno Srbima (prema popisu iz 2002. godine), a ima i osjetan broj Roma.